# Marmont-Pachas
Marmont-Pachas è un comune francese di 140 abitanti situato nel dipartimento del Lot e Garonna nella regione della Nuova Aquitania.

## Società

### Evoluzione demografica
Abitanti censiti